# 第19回わが心の大阪メロディー
『第19回わが心の大阪メロディー』は、2019年10月29日に総合テレビを通して放送された公開放送である。会場は大阪のNHK大阪ホール。

## 司会者
メイン
- 上沼恵美子 (お笑い芸人)
- 陣内智則 (お笑い芸人)

サブ司会
- 青井実 (東京アナウンス室)
- 上沼は6年ぶり14回目の司会、陣内は初司会、青井は6年ぶり4回目のサブ司会。

## 会場について

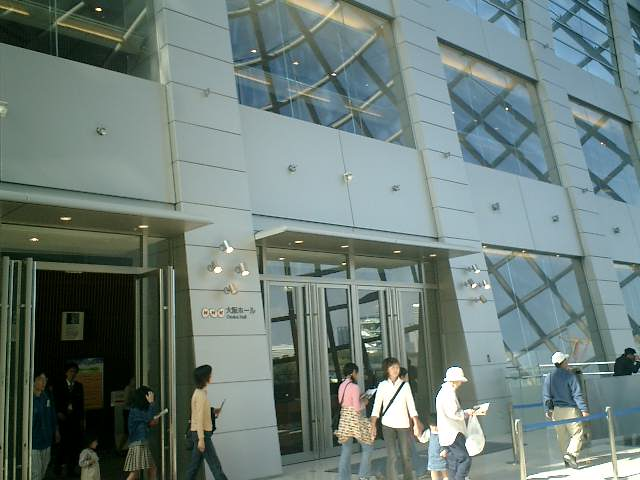
「わが心の大阪メロディー」の生放送が行われるNHK大阪ホール

## 当日のステージ
- オープニングは上沼、陣内、戸田恵梨香、川島夕空がオープニングトークを披露。
- オープニングトークの後、上沼、川島(ダンス担当)、子供たち(同じくダンス担当)が「大阪ラプソディー」を披露。(途中から出演歌手も参加)
- 大阪ラプソディー歌唱後、アインシュタインがユニバーサル・スタジオ・ジャパンから、その後道頓堀からくいだおれ太郎がリポートした。
- 中継の後、ジャニーズWESTが「ええじゃないか」を披露。
- ジャニーズWEST歌唱後、三山ひろしが藤島桓夫の「月の法善寺横町」を歌唱。
- 三山ひろしの歌唱後、鈴木愛理がDREAMS COME TRUEの「大阪LOVER」を歌唱。
- 鈴木愛理の歌唱後、西川貴教が欧陽菲菲の「雨の御堂筋」を歌唱。
- 西川貴教の歌唱後、コーナーの「世界に届け!大阪ここがええねん」を開催。(コーナー司会:上沼恵美子、陣内智則、青井実)
- コーナー後、アインシュタイン、ますみがUSJのホラーナイトをリポート。
- リポート後、坂本冬美とジャニーズWEST(ダンス担当)が「男の火祭り」を披露。
- 坂本の歌唱後、DA PUMPが「P.A.R.T.Y. 〜ユニバース・フェスティバル〜」、「U.S.A.」を順にユニバーサル・スタジオ・ジャパン(収録)から披露。
- DA PUMPの後、コーナーの「スカーレット共演者は見た!あの人の意外な素顔？」を開催。(コーナー司会:上沼恵美子、陣内智則、青井実)
- コーナー後、Superflyが「フレア」を披露。(別の場所から収録)
- Superflyの歌唱後、NMB48が「365日の紙飛行機」、「初恋至上主義」を順に披露。
- NMB48の歌唱後、川中美幸・大江裕・辰巳ゆうとが「二輪草～なにわのエエ男SP～」を披露。
- 川中美幸の歌唱後、なにわ男子が「世界の国からこんにちは」を歌唱。
- なにわ男子の歌唱後、6度目の再始動を行うアリスが「冬の稲妻」、「限りなき挑戦-OPEN GATE-」を順に披露。
- アリスの歌唱後、くいだおれ太郎が道頓堀からリポート、その後 道頓堀から西川貴教が「Crescent Cutlass」を披露。
- 西川貴教の歌唱後、ジャニーズWESTが「Big  Shot!!」を披露。
- 大トリは天童よしみが務め、第51回（2000年）の紅白の紅組トリでも歌唱した、「道頓堀人情」を披露。(途中から出演歌手も参加)